# Waleri Anatoljewitsch Lizkai

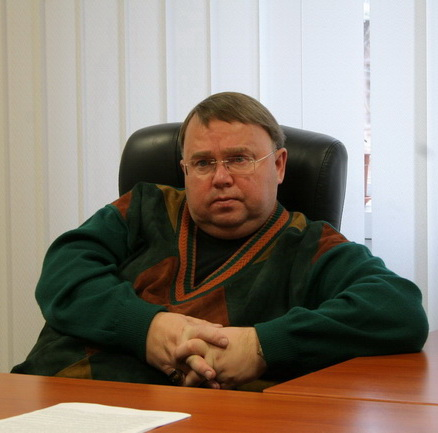
Waleri Lizkai (2007)

Waleri Anatoljewitsch Lizkai (auch Litskai; russisch Валерий Анатольевич Лицкай; rumänisch Valeri Lițkai; ukrainisch Валерій Анатолійович Ліцкай/Walerij Anatolijowytsch Lizkaj; * 13. Februar 1949 in Kalinin, Russische SFSR, Sowjetunion) ist ein transnistrischer Politiker und war von 2000 bis 2008 Außenminister Transnistriens.
Waleri Lizkai kam noch als Kind aus Russland in die heutige transnistrische Hauptstadt Tiraspol und beendete hier seine Schulzeit. Von 1969 bis 1971 diente er in der Roten Armee. Ab 1974 studierte er an der Moskauer Patrice-Lumumba-Universität der Völkerfreundschaft Geschichts- und Übersetzungswissenschaften. Von 1980 bis 1982 arbeitete er auf Kuba. Von 1982 bis 1990 lehrte er an der Sozialwissenschaftlichen Fakultät der Staatlichen Universität Kischinjow. 1990 siedelte er wegen der sich verstärkenden innerstaatlichen Spannungen in der Moldauischen SSR nach Tiraspol über, wo er 1991 zum Berater des Regierungschefs, sowie zum Leiter des Amts für Außenbeziehungen der kurz zuvor ausgerufenen Transnistrischen Moldawischen Sozialistischen Sowjetrepublik ernannt wurde. Nach dem endgültigen Zusammenbruch der Sowjetunion benannte diese sich in Transnistrische Moldauische Republik (kurz Transnistrien) um und erklärte ihre Unabhängigkeit. Seit 1994 leitet Lițkai den transnistrischen Koordinationsrat für die Organisation der Gespräche zur Konfliktlösung mit der Regierung Moldawiens. Im Jahr 2000 wurde er zum ersten Außenminister Transnistriens ernannt. Im Jahr 2008 geriet Lițkai innenpolitisch unter Druck. Ihm wurde vorgeworfen sich nicht genügend um den Aufbau der Beziehungen Transnistriens zu Staaten außerhalb der Gemeinschaft Unabhängiger Staaten bemüht zu haben und zu sehr auf Russland und die Ukraine fixiert zu sein.